# Purple (Stone-Temple-Pilots-Album)
Purple ist das zweite Studioalbum der US-amerikanischen Grunge-Band Stone Temple Pilots.

## Hintergrund
Die Arbeiten am Album begannen Ende 1993 und dauerten bis Anfang 1994. Produzent war wie beim Debüt Core Brendan O’Brien, der auch die drei folgenden Studioalben der Band produzierte. Es wurde schließlich in den USA am 7. Juni 1994 über Atlantic Records veröffentlicht. Als erste Single wurde Big Empty ausgekoppelt, die bereits 1993 im Rahmen des „MTV Unplugged“-Konzertes der Band live aufgeführt wurde. Weitere Singles waren im Laufe des Jahres Vasoline und Interstate Love Song, zu denen es – bis auf Big Empty – auch Musikvideos gab, die unter der Leitung von Kevin Kerslake gedreht wurden. Als Promosingles, die an Radiostationen und Zeitschriften verteilt wurden, wurden zusätzlich Unglued und Pretty Penny ausgekoppelt.
Auf dem Artwork wurde der Titel Purple durch ein chinesisches Schriftzeichen dargestellt (einzige Ausnahme ist die europäische Limited Edition im Vinyl-Format), genauso wie das gesamte Cover asiatische Einflüsse aufweist. Es zeigt ein Kind, welches auf einem Drachen reitet und dem Betrachter zuwinkt. Im Hintergrund ist eine Gruppe von Menschen zu sehen. Auf dem Cover der Kassette hält das Kind das chinesische Schriftzeichen in der winkenden Hand und ist nicht in der Ecke, wie auf dem CD-Cover dargestellt. Aktuell gibt es zwei unterschiedliche Pressungen der CD mit einem anderen Muster. Eine mit Blumen und eine andere mit Drachenschuppen. Die Tönung des LP-Covers ist in verschiedenen Ländern bzw. Versionen ebenfalls unterschiedlich. Auf der Rückseite der Hülle sind auch nicht wie sonst üblich die Titel angegeben. Stattdessen ist in Form einer Torte die Aufschrift 12 Gracious Songs angebracht.

## Titelliste
Alle Texte wurden von Scott Weiland geschrieben.
| #  | Titel                 | Länge | Bemerkung                                                               | Autoren der Musik                  |  |
| -- | --------------------- | ----- | ----------------------------------------------------------------------- | ---------------------------------- |  |
| 1  | Meatplow              | 3:37  |                                                                         | R. DeLeo, D. DeLeo                 |  |
| 2  | Vasoline              | 2:56  | Zweite Single                                                           | R. DeLeo, D. DeLeo, Weiland, Kretz |  |
| 3  | Lounge Fly            | 5:18  |                                                                         | R. DeLeo                           |  |
| 4  | Interstate Love Song  | 3:14  | Dritte Single                                                           | R. DeLeo                           |  |
| 5  | Still Remains         | 3:33  |                                                                         | R. DeLeo, D. DeLeo                 |  |
| 6  | Pretty Penny          | 3:42  | Fünfte Single (Promosingle)                                             | D. DeLeo                           |  |
| 7  | Silvergun Superman    | 5:16  |                                                                         | R. DeLeo, D. DeLeo                 |  |
| 8  | Big Empty             | 4:54  | Erste Single                                                            | D. DeLeo                           |  |
| 9  | Unglued               | 2:34  | Vierte Single (Promosingle)                                             | Weiland, R. DeLeo                  |  |
| 10 | Army Ants             | 3:46  |                                                                         | D. DeLeo                           |  |
| 11 | Kitchware & Candybars | 8:06  | Inklusive des Hidden Tracks My Second Album                             | R. DeLeo                           |  |
| 12 | Andy Warhol           |       | Live-Version eines David-Bowie-Covers, Bonustrack auf der Japan-Edition | Text und Musik von David Bowie     |  |

## Rezeption
Mit Purple nahm die Band in den USA bislang sechsmal die Platin-Schallplatte für über sechs Millionen verkaufte Einheiten entgegen. In Kanada wurden bis heute über 300.000 Exemplare verkauft (dreimal Platin). Im Vereinigten Königreich konnte die Band 1995 eine Silberne Schallplatte für das Album entgegennehmen. Für die erste Single Big Empty, die auch Soundtrack zu dem Film The Crow – Die Krähe war, nahm die Band im gleichen Jahr den MTV Movie Award in der Kategorie Best Song From a Movie entgegen.

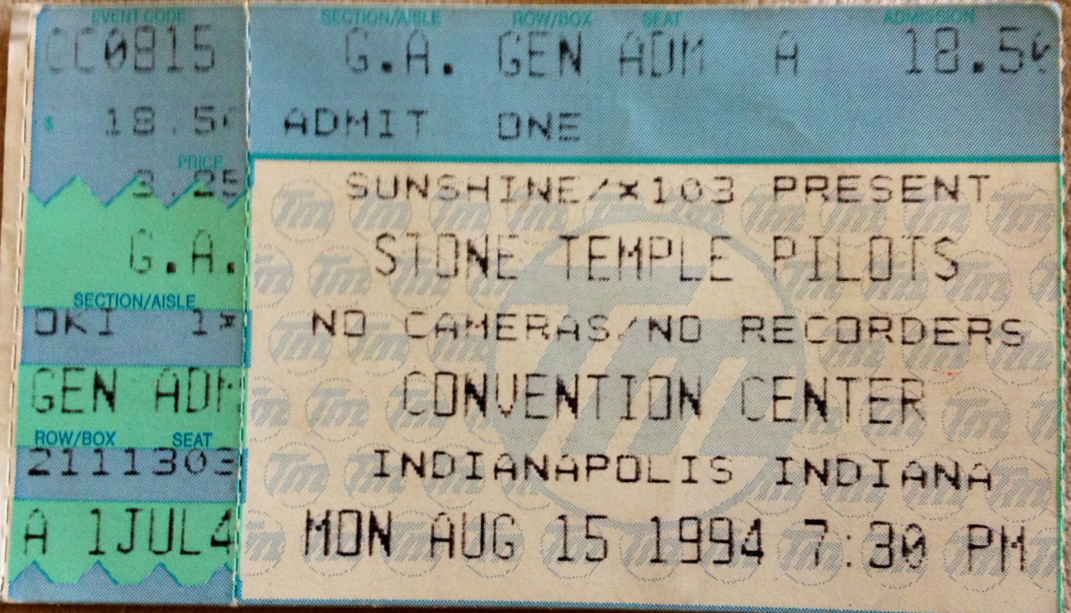
Purple Konzertreise Ticket, 1994

Die Kritiken zu Purple fielen größtenteils positiv aus. Im Rock Hard war Frank Albrecht der Ansicht, dass man der Band mit diesem Album nicht mehr vorwerfen könne, dass sie ihre Ideen geklaut hätte. Zwar könne man erahnen, wo die Einflüsse der Band lägen, doch die Stücke an sich würden sich vollkommen eigenständig anhören: „Relaxte Rock-Songs mit sauberer Instrumentierung, ausgefeilten Melodien, gefühlsbetontem Gesang und überaus gelungenen Arrangements. Das ergreifende ‚Still Remains‘, das mir kalte Schauer über den Rücken laufen läßt, ist da nur ein Beispiel. Ihm folgt eine wunderschöne Nummer namens ‚Pretty Penny‘, die lediglich mit Akustikgitarre, Gesang und ein paar dezenten Bongos vorgetragen wird. Auch das relativ aggressive ‚Vaseline‘ und der Singlehit-verdächtige, melancholische Opener ‚Meatplow‘ zählen zu den absoluten Highlights von ‚Purple‘. Zwar geht den Piloten auf der B-Seite gegen Ende ein wenig die Puste aus (lediglich der witzige Abschlußsong ‚Kitchenware And Candy Bars‘ fällt durch seine vernebelte Nachtclub-Atmosp[h]äre noch mal aus dem Rahmen), aber summa summarum haben STP hier eine überzeugende Scheibe abgeliefert, die man mit den Begriffen ‚Grunge‘, ‚Metal‘ oder ‚Alternative‘ ganz bestimmt nicht umschreiben kann. ‚Feeling‘ heißt das Zauberwort, denn davon haben die STONE TEMPLE PILOTS jede Menge in ihre Songs gepackt. Ein dickes Kompliment dafür.“ Als abschließende Note vergab Albrecht neun von zehn möglichen Punkten. Das Album wurde außerdem in die Kategorie „Dynamit“ eingestuft.

## Singleauskopplungen
Die Singleauskopplungen Vasoline und Interstate Love Song waren nur in den britischen Charts erfolgreich vertreten. Die Single Big Empty erreichte keine Chartplatzierung, Vasoline erreichte Platz 48 und Interstate Love Song belegte Platz 53.

| Jahr | Titel                | Höchstplatzierung, Gesamtwochen, AuszeichnungChartsChartplatzierungen (Jahr, Titel, , Platzierungen, Wochen, Auszeichnungen, Anmerkungen) | Anmerkungen                             |
| Jahr | Titel                | UK | Anmerkungen                             |
| ---- | -------------------- | --- | --------------------------------------- |
| 1994 | Vasoline             | UK48 (2 Wo.)UK | Erstveröffentlichung: 1. Juni 1994      |
| 1994 | Interstate Love Song | UK53 (2 Wo.)UK | Erstveröffentlichung: 9. September 1994 |

## Kommerzieller Erfolg

### Chartplatzierungen
Purple stellt bis heute anhand der Chartplatzierungen das beste Stone-Temple-Pilots-Album dar. An die Verkäufe bzw. Auszeichnungen für Musikverkäufe konnte das Album jedoch nicht an das Debüt heranreichen. In den USA erreichte die Band mit Purple ein einziges Mal die Spitzenposition der amerikanischen Billboard 200, wo sich das Album drei Wochen hielt. Im Vereinigten Königreich gelangte es auf Platz zehn, in der Schweiz auf Platz 25, in Österreich auf Platz 18 und in Deutschland auf Platz 15. In allen genannten Ländern ist es die höchste Platzierung, die die Band je mit einem Album erreichte.
| ChartsChartplatzierungen       | Höchstplatzierung | Wochen |
| ------------------------------ | ----------------- | ------ |
| Deutschland (GfK)              | 15 (17 Wo.)       | 17     |
| Österreich (Ö3)                | 18 (15 Wo.)       | 15     |
| Schweiz (IFPI)                 | 25 (10 Wo.)       | 10     |
| Vereinigte Staaten (Billboard) | 1 (64 Wo.)        | 64     |
| Vereinigtes Königreich (OCC)   | 10 (12 Wo.)       | 12     |

| ChartsJahrescharts (1994) | Platzierung |
| ------------------------- | ----------- |
| Deutschland (GfK)         | 87          |

### Auszeichnungen für Musikverkäufe
| Land/Region                  | Auszeichnungen für Musikverkäufe (Land/Region, Auszeichnung, Verkäufe) | Verkäufe   |
| ---------------------------- | ---------------------------------------------------------------------- | ---------- |
| Australien (ARIA)            | 2× Platin                                                              | 140.000    |
| Dänemark (IFPI)              | Gold                                                                   | 10.000     |
| Kanada (MC)                  | 3× Platin                                                              | 300.000    |
| Neuseeland (RMNZ)            | 2× Platin                                                              | 30.000     |
| Vereinigte Staaten (RIAA)    | 6× Platin                                                              | 6.000.0000 |
| Vereinigtes Königreich (BPI) | Silber                                                                 | 60.000     |
| Insgesamt                    | 1× Silber · 1× Gold · 13× Platin ·                                     | 6.540.000  |